# Artaud
Artaud (читається як Арто́) — студійний альбом, який було випущено під іменем аргентинського рок-гурту Pescado Rabioso 1973 року, хоча насправді цей альбом є сольною роботою Луїса Альберто Спінетти.
Альбом названий на честь французького поета Антонена Арто, який був кумиром Спінетти і під впливом читання творів якого народилася концепція альбому. На обкладинці альбому знаходиться портрет Арто, а на другій стороні обкладинки цитата з його листа 1937 року:
...¿Acaso no son el verde y el amarillo,

cada uno de los colores opuestos de la muerte,

el verde para la resurreción,

y el amarillo para la descomposición y la decadencia?
Презентація альбому відбулася 23 жовтня 1973 року у Театрі Астраль за участі одного Луїса Альберто Спінетти.
2007 року журнал Rolling Stone назвав цей альбом найкращим в історії аргентинського року.
Альбом тричі перевидавався:
- 2003 на CD лейблом Sony Music Distribution
- 2005 на CD лейблом Sony BMG
- 2007 на CD лейблом Sony BMG

Перевидання 2003 і 2007 року стали золотими дисками.

## Список пісень
| #  | Назва                            | Тривалість |
| -- | -------------------------------- | ---------- |
| 1. | «Todas las hojas son del viento» | 2:12       |
| 2. | «Cementerio Club»                | 4:55       |
| 3. | «Por»                            | 1:45       |
| 4. | «Superchería»                    | 4:21       |
| 5. | «La sed verdadera»               | 3:32       |
| 6. | «Cantata de puentes amarillos»   | 9:12       |
| 7. | «Bajan»                          | 3:26       |
| 8. | «A Starosta, el idiota»          | 3:15       |
| 9. | «Las habladurías del mundo»      | 4:03       |

## Музиканти, що брали учать у записі альбому
- Карлос Густаво Спінетта (брат Луїса) — ударні («Cementerio Club» і «Bajan»)
- Еміліо дель Герсіо — бас-гітара і бек-вокал («Bajan», «Cementerio Club», «Superchería» і «Las habladurías del mundo»)
- Луїс Альберто Спінетта — гітара, маракаси, тарілки, піаніно, вокал
- Родольфо Гарсія — ударні, дзвіночки і бек-вокал («Superchería» і «Las habladurías del mundo»).